# Ligne d'Auray à Quiberon
Vous lisez un « bon article » labellisé en 2014.
La ligne d’Auray à Quiberon est une ligne de chemin de fer française à voie unique et écartement normal qui constitue un embranchement de la ligne de Savenay à Landerneau, ligne radiale du sud de la Bretagne. Elle permet, à partir de la gare d'Auray, la desserte de la presqu'île de Quiberon.
Elle est construite par l'Administration des chemins de fer de l'État, puis mise en service en 1882 par la Compagnie du chemin de fer de Paris à Orléans (PO). En 1972, le trafic voyageurs, qui n'est assuré l'hiver que les jours de pointes des vacances et tous les soirs pour celles de Pâques, est limité d'un train nocturne avec un quotidien plus un supplémentaire de chaque exceptionnels pendant l'été,,.
Pour faire face à l’encombrement chronique de l'unique route permettant de rejoindre la presqu'île de Quiberon depuis le continent, la ligne prend un nouveau départ en 1985, avec la mise en service de navettes à tarif unique, proposé conjointement par la région Bretagne et la SNCF dans le cadre du service TER Bretagne. Le nom de ce service de navettes est directement lié aux embouteillages que les trains permettent ainsi d'éviter : « Tire-Bouchon ». Cette exploitation permet une desserte plus consistante de la presqu'île pendant les deux mois de la saison estivale. Le reste de l'année, un service routier par cars SNCF puis BreizhGo, organisé par la région Bretagne, permet les liaisons entre les gares d'Auray et de Quiberon.
Elle constitue la ligne numéro 473 000 du réseau ferré national.

## Histoire

### Chronologie
- 15 juillet 1879 : déclaration d'utilité publique de l'avant-projet[7]
- 24 juillet 1882 : mise en service de la ligne d'Auray à Quiberon[8]
- 28 juin 1883 : cession par l'État à la Compagnie du chemin de fer de Paris à Orléans[9]
- 6 mars 1972 : fermeture de la ligne au service des voyageurs omnibus[10]
- 1er juillet 1985 : mise en service du « Tire-Bouchon »[11]

### Origine
Sous le Second Empire, le développement des chemins de fer est particulièrement encouragé par plusieurs lois et règlements. La loi du 12 juillet 1865 définit les notions de chemin de fer d'intérêt national géré par l'État, et de chemin de fer d'intérêt local géré par les départements, et pouvant faire l'objet de concessions.
Dans ce contexte de développement des lignes locales, une décision ministérielle du 26 avril 1877 fixe les dates des enquêtes de l'avant-projet d'une ligne d'Auray à Quiberon. Elles sont ouvertes du 2 juillet au 3 août 1877 à Vannes et à Lorient. La ligne est qualifiée d'utilité publique par le gouvernement quand, en 1878, l'ingénieur en chef De Froissy présente l'avant-projet au Conseil général du département du Morbihan. L'intérêt de la ligne est surtout stratégique car elle doit relier la presqu'île de Quiberon au réseau de la Compagnie du chemin de fer de Paris à Orléans (PO). Sur 27 kilomètres, il est prévu deux stations et deux haltes : une halte à Ploemel, une station à Plouharnel, qui doit desservir également Carnac, une halte à « Kerhostein » et une station terminus à Quiberon desservant également Port-Haliguen et Port-Maria. L'avis favorable de la commission d'enquête permet de proposer la ligne à la procédure de déclaration d'utilité publique et de poursuivre les études du tracé et des terrassements, pour lesquelles un crédit de 8 000 francs est ouvert en 1879. Les ministères des Travaux publics et de la Guerre déposent l'étude du projet le 18 mai 1879. La ligne a un double objectif, économique en permettant d'écouler les produits de la pêche et des producteurs de soude, et militaire en permettant d'acheminer les pièces d'artillerie pour les défenses de la pointe de Quiberon et des îles, notamment Belle-Île.

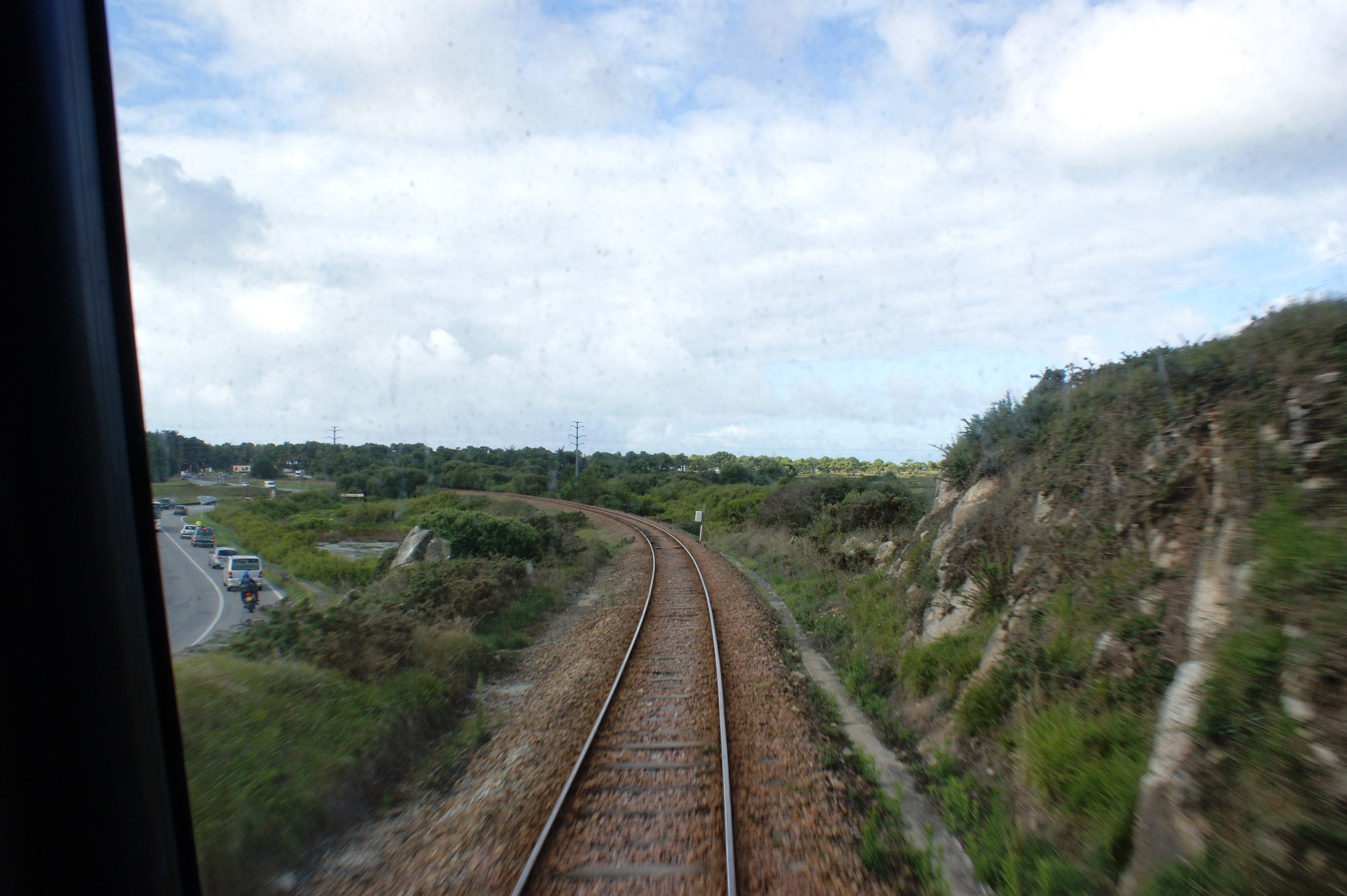
Arrivée de la ligne sur la presqu'île : passage en tranchée puis en remblai.

La loi du 17 juillet 1879 (dite plan Freycinet) portant classement de 181 lignes de chemin de fer dans le réseau complémentaire des chemins de fer d’intérêt général retient en no 67, la ligne d'Auray à Quiberon (Morbihan). La déclaration d'utilité publique de la ligne d'Auray à Quiberon, est prononcée par la loi du 15 juillet 1879, qui ouvre la possibilité d'entreprendre les travaux dont le coût est estimé à quatre millions six cent mille francs.
Le chantier est entrepris par les services de l'État en février 1880. Le profil facile ne comprend pas d'ouvrages d'art. Les principaux travaux comprennent le creusement dans la roche d'une tranchée suivie d'un remblai dans les marais à l'entrée de la presqu'île, après Ploemel, et le remblai sur la partie la plus étroite à l'isthme de Penthièvre. Contrairement à l'avant-projet, la ligne à voie unique dispose de quatre stations : Ploemel, Plouharnel Saint-Pierre-Quiberon seules gares de croisements de celle-ci et Quiberon qui possède un pont tournant pour les locomotives qui peuvent être virées dans l'autre sens. La « halte de Kerhostein » a été remplacée par une station à Saint-Pierre-Quiberon. En juin 1882, le chantier touche à sa fin et l'État négocie l'exploitation de la ligne avec la Compagnie du PO. Le 22 juin 1882, un décret donne à la compagnie le droit provisoire d'exploiter la ligne suivant les conditions de la convention signée le même jour. L'inauguration et la mise en service ont lieu les 23 et 24 juillet 1882.
L'État cède la ligne à la Compagnie du chemin de fer de Paris à Orléans (PO) par une convention signée entre le ministre des Travaux publics et la compagnie, le 28 juin 1883. Cette convention est approuvée par la loi le 20 novembre suivant avec effet au 1er janvier 1884 pour la concession définitive.

### Inauguration

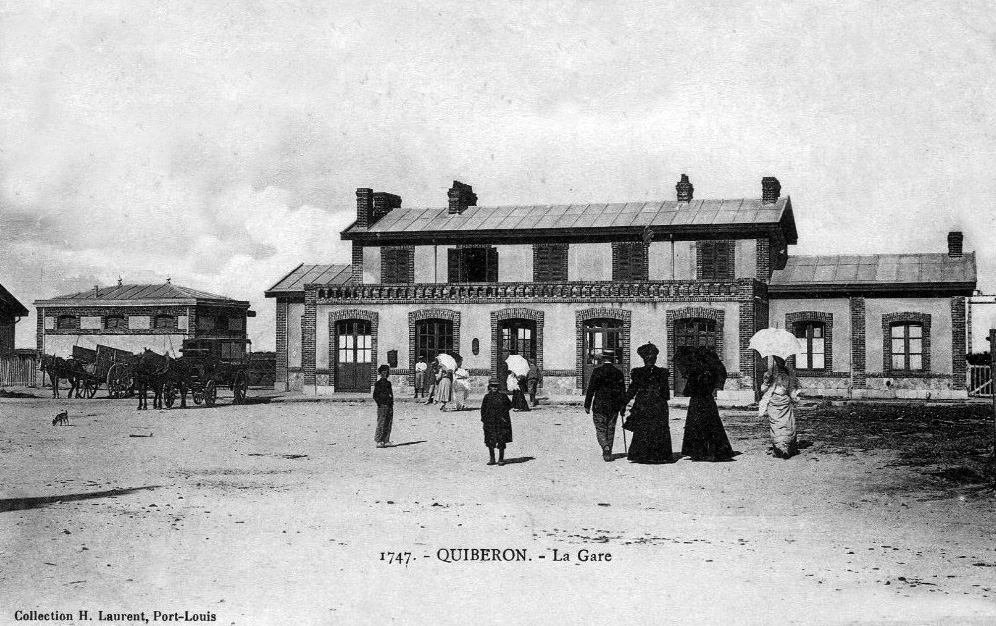
La gare de Quiberon vers 1900.

Le journal « l'Avenir du Morbihan républicain », dans un article du 26 juillet 1882, relate les événements de la journée inaugurale. Il fait beau lorsque, en gare de Vannes, les invités montent dans le train qui les emmène en gare d'Auray ; on note la présence du préfet du Morbihan, M. Côme Dufraise, des conseillers de la préfecture et des ingénieurs du département. La gare et le train inaugural sont pavoisés aux couleurs de la République. Aux passages à niveau et aux stations de Ploemel et de Plouharnel, une foule acclame le train et essaie d'y monter, mais seuls les maires et adjoints trouvent place dans les voitures. Le spectacle est identique au passage en gare de Saint-Pierre-Quiberon, quelques instants avant l'arrivée en gare de Quiberon, accompagnée par des coups de canons. L'hymne national, La Marseillaise, est interprété par l'orphéon de Belle-Île. C'est dans cette nouvelle gare, également décorée et pavoisée, qu'a lieu le banquet, après la bénédiction de la locomotive par l'évêque de Vannes. Le repas, avec homard et champagne, précède les discours, de M. Allain maire de Quiberon, du docteur Gressy maire de Carnac et conseiller général du canton, et du préfet du Morbihan. Dans l'auditoire, est présent M. Berthet, inspecteur général des lignes de Bretagne pour la compagnie du PO. Dans ces discours, sont rappelés les événements de 1795, et est exprimé l'espoir d'une nouvelle prospérité pour la presqu'île, du fait de l'initiative de monsieur de Freycinet qui a permis la construction de cette voie de chemin de fer.

### Arrêts et embranchements militaires supplémentaires
Sur l'insistance des élus et de la population locale, une halte provisoire, à « Kerhostin », est créée en 1891. Cet arrêt, confirmé l'année suivante, est ouvert les dimanches et fêtes. En 1927, un local recevant les voyageurs, créé à côté de la maison du garde-barrière, transforme l'arrêt en station. L'existence de l'arrêt à Penthièvre est connue dès 1909. Comme l'arrêt de Kerhostin, il est transformé en station en 1927.
En 1916, lors de la Première Guerre mondiale, un embranchement militaire conduisant vers le sud est créé à la sortie de la gare de Saint-Pierre-Quiberon. Il sert à l'acheminement des pièces d'artillerie de Schneider-Creusot vers le site d'essais de l'artillerie lourde sur voie ferrée (ALVF) de Saint-Pierre-Quiberon.
Lors de la Seconde Guerre mondiale, la ligne se trouve dans une zone côtière stratégique de l'armée allemande. Entre 1940 et 1944, l'Organisation Todt utilise cette infrastructure ferroviaire pour construire et gérer les installations du mur de l'Atlantique. Elle crée, à l'entrée de la presqu'île, un embranchement et un réseau de voies nécessaires à la desserte des quatre batteries de la « crête Rommel », dites du Bégot ou de Plouharnel. Pour satisfaire ses importants besoins en sable et gravier, nécessaires pour la construction en béton des fortifications et notamment de la base de sous-marins de Lorient, elle crée un second embranchement au nord du précédent. Il dessert une rampe de chargement, établie parallèlement à une voie étroite qui relie les dunes de Plouharnel et Erdeven. Le transfert s'effectue, dans les deux sens, entre les wagons de la voie normale et les wagonnets de la voie étroite. Toute cette zone fait partie de la poche de Lorient.

### Service des voyageurs

#### Un service faible et peu rentable
L'exploitation quotidienne avec trois trains dans chaque sens est assurée sous la forme d'une navette qui effectue six fois le trajet. Ses horaires sont peu pratiques et provoquent rapidement des réclamations, car ils ne permettent pas la correspondance avec les premiers trains du matin à Auray, ni avec ceux en partant le soir ; mais la recette depuis le premier jour d'exploitation n'est pas suffisante pour envisager d'augmenter les vacations.

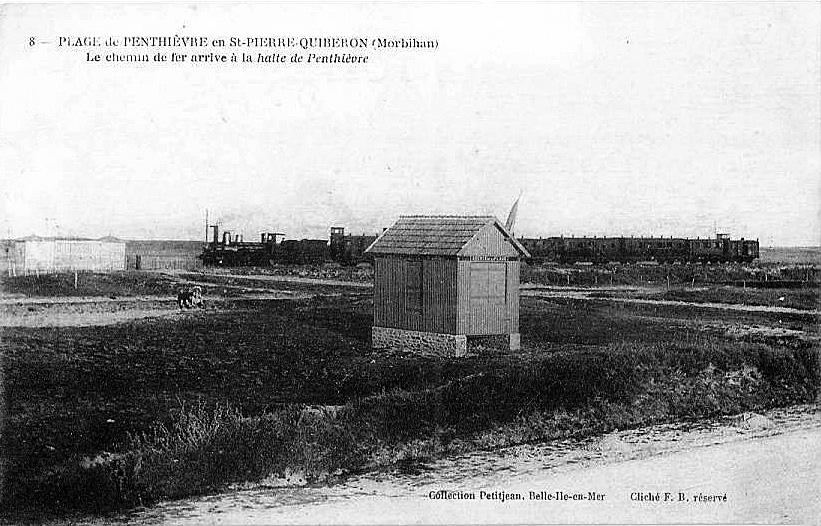
Un train arrive à la halte de Penthièvre vers 1910.

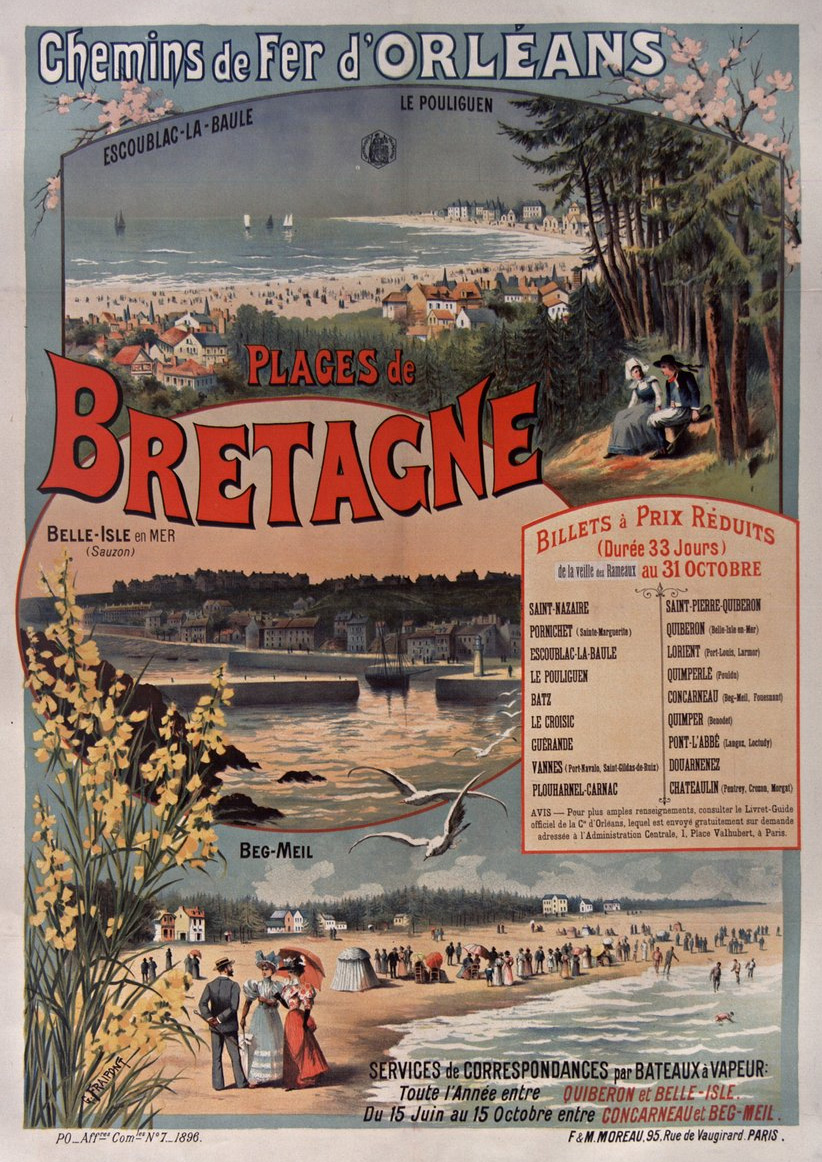
Affiche de la Compagnie du PO, 1896.

Au début des années 1890, la Compagnie supprime les garde-barrières sur de nombreux passages à niveau de la ligne, du fait de la faible importance du trafic. En 1899, le Conseil général demande à l'exploitant d'élargir au mois de juin la période du service estival et de réviser les horaires. La Compagnie répond que c'est seulement le 1er juillet que l'augmentation du nombre de voyageurs - qui justifie la mise en place des deux trains d'été supplémentaires - est constatée et que certains horaires sont contraints par les impératifs des transports de la marée. Ce service par navettes perdure jusqu'en 1906.
La période suivante comprend des omnibus, des trains express et des trains des « bains de mer » ou « de plaisir » et l'exploitation est toujours peu rentable. A compter du 1er janvier 1934 l'Administration des chemins de fer de l’État reçoit les machines de la Compagnie du Paris Orléans nécessaire de son exploitation avec des machines 120 à 121 pour le service mixte, il est envisagé de transférer le service sur route. Un plan de coordination du rail et de la route, élaboré par le Comité technique départemental des transports du Morbihan (CTDT), est envoyé au ministère des Transports le 14 septembre 1935. Il prévoit de conserver le service ferroviaire de mi-juin à fin septembre seulement, l'activité étant particulièrement faible en dehors de la saison touristique. A compter du 1er janvier 1938 la ligne passe à la SNCF, la préconisation ne sera pas suivie en raison du déclenchement de la Seconde Guerre mondiale et de l'utilité de la ligne pour l'armée d'occupation. En 1949, la SNCF met en place des relations avec Paris via Nantes ; en 1956, le service comprend trois trains quotidiens l'hiver, auxquels s'ajoutent trois autres pendant la saison d'été qui pour cette dernière il faut le noter transporte jusqu'à 100 000 voyageurs répartis entre toutes les gares de la ligne voir des circulations transversales. Ceux-ci sont également composés de tranches Le Croisic, Pornic et Les Sables d'Olonne, des locomotives de classes 230 G ou du type K assurent la traction de ces trains avec la Gare de Nantes pour ceux qui ont un tonnage de 300 tonnes avec les locomotives du dépôt d'Auray de type 141 C en ce qui concerne ceux de 500 dont leurs particularités est le mouvement aller avec le tender en arrière et vice-versa envers celui-ci en avant, celles allégoriques 030 TB, 131 TA assurent le service mixte.

#### Fermeture du service omnibus en 1972 et tentative de réactivation
Le service omnibus des voyageurs avec ses autorails ABJ 1/2 et 3, X 2300 VH, X 2400, 3800 et X 7011 à 24 auxquels sont attelés des remorques XR 7000 ferme le 6 mars 1972. Néanmoins, la ligne n'est pas totalement fermée. Elle est encore utilisée par deux trains aller-retour quotidiens, un express de nuit via Nantes et l'autre équipé de quatre voitures Corail depuis le service d'été 1978, de jour par la ligne de Rennes à Redon formés de voitures directes depuis Paris-Montparnasse puis cinq à compter du suivant, uniquement pendant les saisons estivales en bi-tranches avec ceux de Quimper,. Un troisième train de nuit supplémentaire est mis en place les soirs de grands départs en gare de Paris-Montparnasse une heure avant le départ de l’express régulier qui comprend deux tranches Pornic et les Sables-d’Olonne en queue avec le mouvement retour le lendemain ou surlendemain selon le calendrier en fin de soirée après celui-ci jusqu’au 1er août 1980 malgré la récupération des créneaux horaires du service omnibus créé dès celui de l’année précédente par l’unique circulation nocturne aller-retour régulière. Un quatrième train de jour supplémentaire quant à lui est mis en place les jours de grands départs en gare de Paris-Montparnasse lequel comprend deux tranches Lannion et Saint-Malo en tête qui subit une variation d’horaire de moins d’une heure à compter du service d’été 1984 jusqu’à celui de 1989 supprimé fermement et définitivement du livret de marche des trains, avec le mouvement inverse afin de rester invariable en terme d’horaire en ce qui concerne les retours de cette même catégorie dont les remises en déplacements sur la capitale s’effectuent à vide tout comme les mises en place à Quiberon (W). Sous forme des convois ou rames supplémentaires, le train de jour circule ceux de pointes des vacances d'hiver et tous les déclins de ceux-ci en ce qui concerne celui de la nuit de celles de Pâques du fait qu'il n'y a aucune possibilité d'effectuer les manœuvres en gare d'Auray avec les express de Quimper sur le plan des horaires. Le train de nuit est dédoublé de 1984 à 1989 les soirs de grands départs en gare de Paris-Montparnasse une heure après le départ de l'express régulier avec le mouvement retour le lendemain en milieu de soirée du fait du dédoublement des express de Quimper.

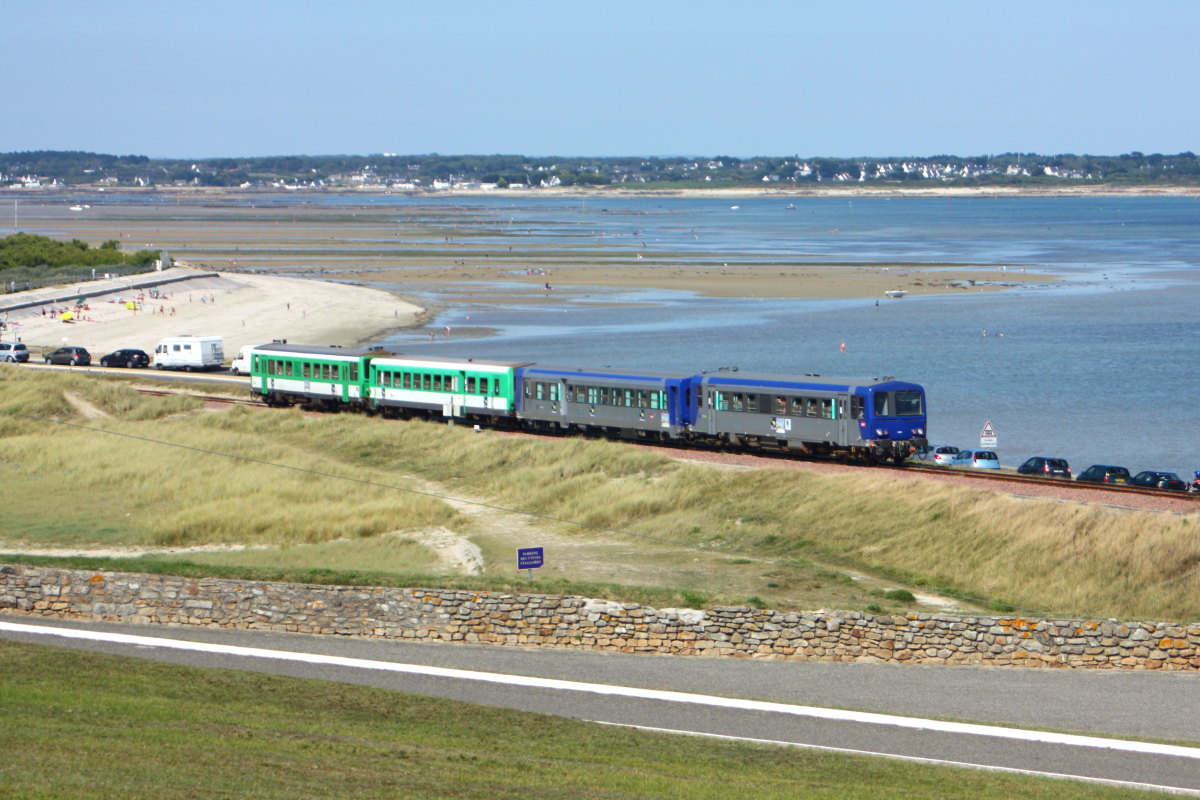
Une rame composée d'X 2100 et d'XR 6100 franchit l'isthme de Penthièvre.

Dans les années 1970, la presqu'île de Quiberon connaît une fréquentation estivale croissante, portée par la baignade mais également par le développement des sports nautiques et la thalassothérapie. Pendant les deux mois d'été, la population passe de 10 000 à 200 000 résidents, mais la péninsule n'est accessible que par une unique route départementale à deux voies, devant supporter jusqu'à 20 000 véhicules par jour et connaissant un engorgement chronique, renforcé par le transit des estivants se rendant ou revenant par bateau de Belle-Île-en-Mer. En 1979, afin de limiter cette congestion en offrant une alternative à l'accès routier, le Syndicat intercommunal à vocation multiple (SIVOM) du pays d'Auray prend en charge le financement et l'organisation de deux allers-retours quotidiens entre Quiberon et Auray, en utilisant trois voitures Corail prélevées sur l'express de jour ou les cinq les dimanches et fêtes, mettant fin à sept années de quasi-fermeture, un troisième mouvement hebdomadaire les vendredis soirs sera créé en 1981 qui sera quotidien en 1984 avec une variation d'horaire de moins d'une heure au retour. Le dimanche 18 juillet 1982 la ligne fête son centenaire en gare de Quiberon avec une exposition historique ainsi que de matériel moteur au statique de la SNCF dont la 141 R 1199 venue et repartie à froid de Vitré,. Sur le plan traction, le service mixte est assuré par des locomotives de types BB 63400/500, 66000/400, celui qualifié de noble avec des BB 67000/300/400 ainsi qu'occasionnellement par supplément grâce à des A1A-A1A 68000 mais aussi des CC 72000 des dépôts de Nantes et Rennes,,.

#### Naissance du «Tire-Bouchon» en 1985

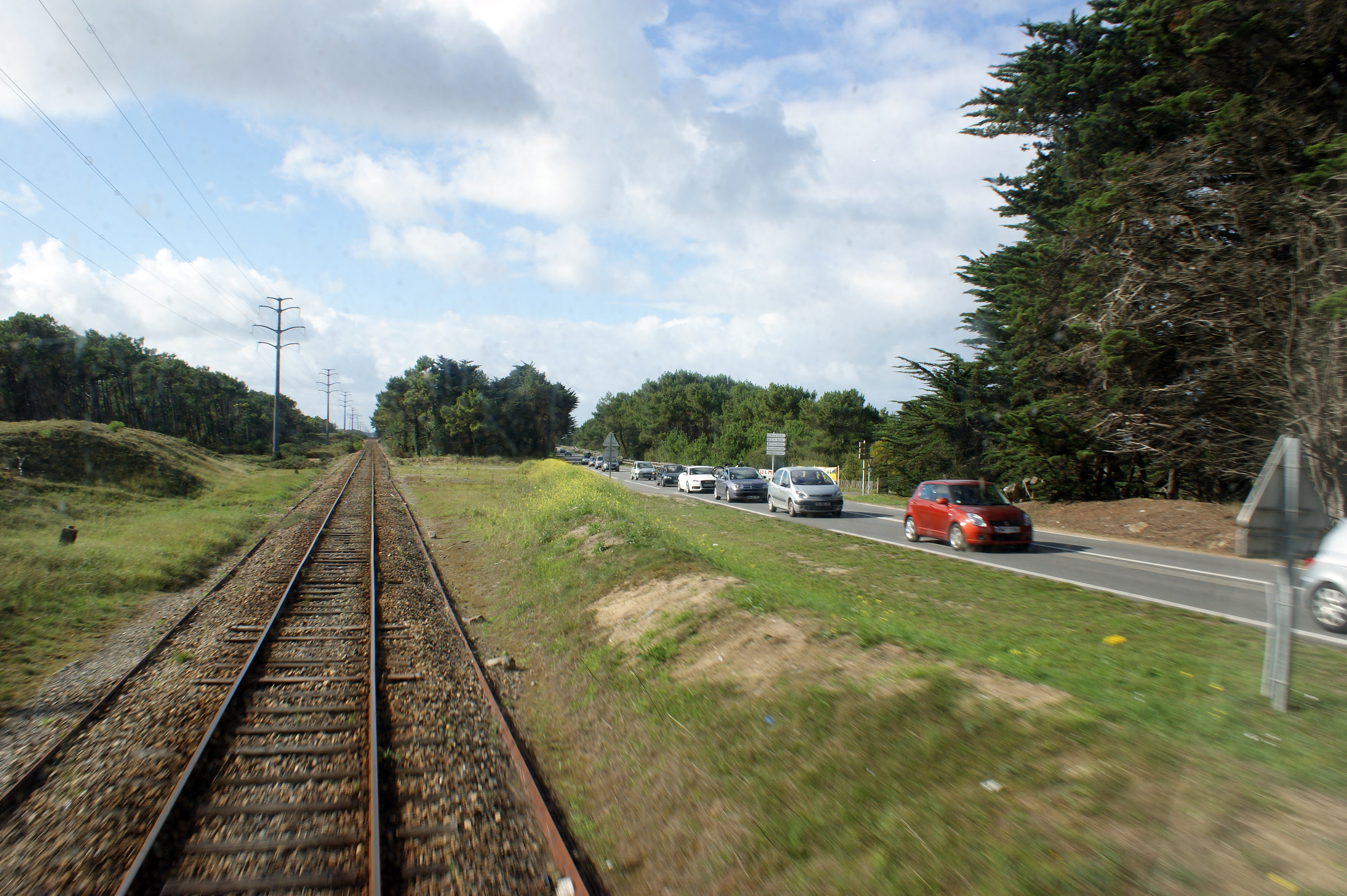
La ligne et la route D768 : les deux accès terrestres pour Quiberon.

L'année 1982 apporte les « réouvertures Fiterman », portant sur quatre lignes fermées au service voyageurs depuis peu de temps. Ce développement encourage certaines régions à demander de leur propre initiative la réouverture d'autres lignes, dont la Bretagne pour Auray – Quiberon. Face à la congestion des routes de la presqu'île qui ne fait qu'empirer, les élus locaux décident d'instaurer un service ferroviaire renforcé pour atténuer ce problème. La première convention d'exploitation conclue en Bretagne est signée entre le Conseil général du Morbihan et la SNCF. Il est décidé de mettre en service deux autorails X 2100 en Unité Simple ou Multiple qui circuleront en navette avec un horaire cadencé. Un tarif unique permet d'oblitérer les titres de transport par une machine placée à bord du train et facilite la vente dans d'autres lieux que les gares. Deux nouveaux points d'arrêt sont créés au plus près du rivage : Les Sables Blancs à proximité de terrains de camping, et L'Isthme sur l'isthme de Penthièvre. Des parcs de stationnement sont aussi aménagés à proximité des trois autres points d'arrêt du train.
Le nouveau service fait l'objet d'une large publicité sous le nom commercial de « Tire-Bouchon », allusion aux embouteillages qu'il permet d'éviter. Limité à la saison estivale, il débute chaque 1er juillet et prend fin les 31 août respectifs . Durant les deux mois de la première saison 1985, 39 000 voyageurs sont transportés. La fréquentation, légèrement supérieure à l'attente, est de 48 personnes pour les navettes circulant entre Quiberon et Plouharnel et de 60 personnes pour celles circulant entre cette première ville et Auray et offrant des correspondances avec les circulations radiales et transversales. Le train partant de Quiberon à 17 h 25 est même régulièrement surchargé avec une moyenne de 278 voyageurs mais les trains restent peu fréquentés en matinée. En raison du succès, l'offre est renforcée avec un second autorail du même type qui encadre une ou deux remorques intermédiaires de type XR 6100. En dépit d'une tarification avantageuse au prix unique de 5 francs quelle que soit la distance parcourue, le déficit d'exploitation est de 600 000 francs, dont un tiers est pris en charge par la SNCF.
Si un unique agent sédentaire suffit à Quiberon l'hiver, l'exploitation nécessite six agents en période estivale, dont un assure les trois croisements prévus à Plouharnel sauf deux chaque 1er juillet.

#### Extension du service grâce auTGV-Atlantiqueà compter de celui de l'été1990[49]jusqu'au suivant[50]en deux parties
1°) À compter du service d’hiver du 24 septembre 1989 lors de la mise en desserte de celui-ci sur les branches Bretagne-Nord et Pays de la Loire, le train supplémentaire de nuit ainsi que celui de jour deviennent quotidiens par déclassements des réguliers du fait que pour le premier l’unique express de Quimper est maintenant tracé via Rennes puis mis en bi-tranches avec celui de Brest dès celui du 30 septembre 1990, alors que celui de jour est supprimé dans les deux sens ce qui renforce celle de ce dernier à sept voitures les lundis par la présence en queue d’une voiture pilote corail sans fonction de réversibilité par son retour en tête les mardis des cinq les autres jours, il est à noter également pour ce dernier qu’une voiture bar Corail entre les deux dernières jusqu’à la seconde ville citée et remise entre les deux premières dans l’autre sens à partir de celle-ci. Un train de jour tri-tranches supplémentaire circule les vendredis soirs ainsi que pendant les deux veilles de ponts du 15 VIII à partir de ce service d’été 1990 avec un retour les dimanches et jours de fêtes en fin de journée tracé via Nantes qui comporte également les mêmes que celui de la nuit avec une voiture bar Corail limitée à celle-ci entre les deux premières sera étendue entre les dernières du même chiffre dans l’autre sens avec deux mises en places à vides sur Quiberon, Pornic et les Sables-d’Olonne le 1er comme le 15 juillet, ainsi qu’une remise en déplacement en direction de la Capitale le 24 août de la première uniquement (W) ; puisqu’il circule pour la dernière fois le samedi 31 août 1991 du fait de son arrivée le vendredi soir qui correspond toujours à cette date depuis sa tentative de réactivation en 1972 par son attribution annuelle du service de l'équipement afin d'entretenir la ligne par rapport des deux circulations de basses et moyennes saisons citées en sources dans l'avant-dernier sous-titre ci-dessus tout comme le second cité qui pour ce dernier subit une variation d’itinéraire à compter de celui ci-dessous, ce qui fait que tout l’héritage de la Compagnie du Paris-Orléans disparaît totalement déjà entamé lors de sa mise en desserte sur la branche des Pays de la Loire.
Sur le plan innovation toujours à compter du service d’été 1990 qui comprend également la réouverture de la Gare de Belz-Ploëmel uniquement pour celui-ci contre les trains normaux, le Tire-Bouchon fait peau neuve d’une Rame Réversible Régionale de l’Établissement Public Régional de Rennes accouplée d'une BB 67400 de ce même dépôt par le dispositif de réversibilité apposé sur certaines de ces locomotives assure pendant trois saisons aux heures de pointes deux circulations périurbaines dans chaque sens des quatre autres de la double unité multiple d’X 2100 qui encadre deux remorques XR 6100 ou une seule en coupure simple selon le type ou la journée de circulation comme toujours depuis sa création dont son fameux croisement à droite en Gare de Plouharnel-Carnac sauf le 1er juillet vis à vis de cette première avec la tranche du train de jour quotidien en direction de la Capitale par le roulement habituel depuis celui-ci des locomotives de types CC 72000 qui imposent de passer par la voie A du fait de leurs poids par essieu élevé avec une restriction de vitesse à 50 km/h sur la ligne ainsi que par leurs performances pour ses trajets directs en grands parcours,. Il est intéressant de constater les mouvements haut-le-pied des locomotives diesel de la famille mixte ainsi que celles de la catégorie noble des dépôts de Nantes comme celui de Rennes avec la Gare d'Auray à chaque débuts et fins de saisons les autres années antérieures ainsi qu'ultérieures de cette extension ; en particulier ceux de type des CC 72000 de ce second établissement selon l'adage premier train arrivé qui est celui de la nuit le dimanche 1er juillet 1990 et le dernier reparti par rapport de l'arrivée à vide du supplémentaire qui est l'avant-dernier qui repart en service voyageurs le samedi 31 août 1991 avec la Gare de Nantes : tout comme celui de jour qui est le dernier arrivé et le premier reparti sur ces deux dates par rapport de celles du vendredi 24 août 1990 et lundi 1er juillet 1991 avec celle de Rennes.

##### Renforcement de ceux-ci à compter de celui de1992[54]jusqu'aux suivants[55]avec la desserte d'Auraydeuxième partie

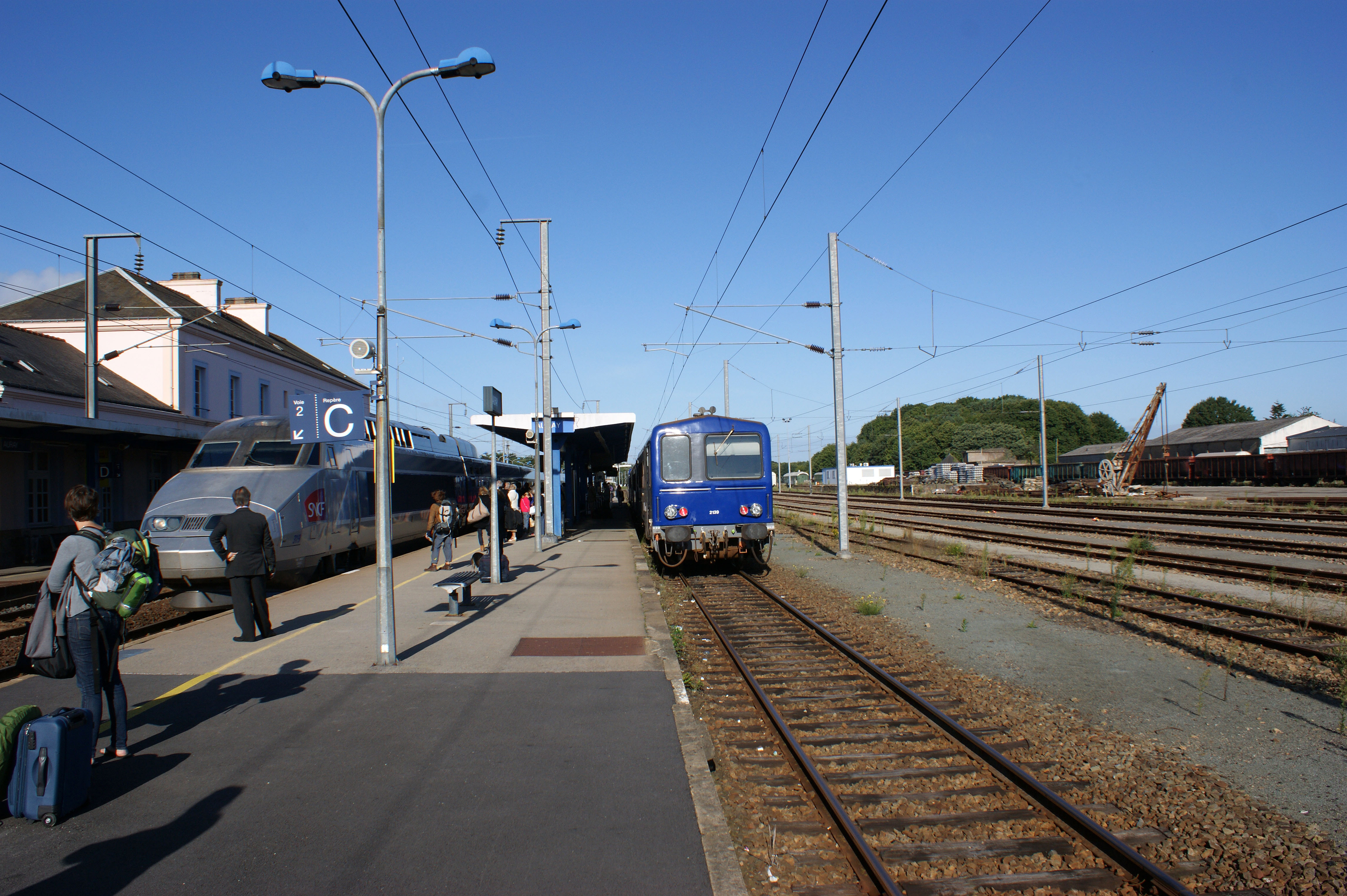
TGV et Tire-Bouchon en gare d'Auray.

2°) À compter du service d’hiver du 29 septembre 1991, la mise sous tension 25 kv 50 hz de la ligne de Rennes à Redon par son "Étoile" avec cette desserte de la branche Bretagne-Sud coïncide avec celle en usage de celui-ci par sa haute-technologie avec celle de Lorient au rythme de quatre Allers-Retours, puis de celui du 27 septembre 1992, avec celle de Quimper toujours du même nombre de circulations, la voie unique de Quiberon à partir de celui-ci va elle aussi pouvoir bénéficier des avantages de la traction électrique tant sur le plan radial que transversal avec la ligne de Savenay à Landerneau inaugurées en même temps comme une arrivée plus tôt ainsi qu’un départ moins tardif des trains dans sa gare. La tranche du train de nuit maintenant tracé via Rennes comme l’es celle de jour depuis le début passent désormais en tête des deux autres qui restent inchangées au départ de la Capitale avec inversions dans l’autre sens tout comme la voiture bar Corail sur ainsi qu’à partir de cette première ville citée comme les relais de tractions à l'égard des locomotives électriques BB 22200/25200, voir 25100 vis à vis des diesels 67400 puis67300 du dépôt puis de l’Établissement Maintenance Traction de Rennes selon l'appellation au 1er janvier 1992 s’effectuent depuis cette mise sous tension en Gare d’Auray qui tient compte des deux circulations de basses et moyennes saisons évoquées dans l’avant-dernier paragraphe. L’organisation articulée autour du TGV-Atlantique montre cependant vite ses limites, un train supplémentaire des vendredis soirs ainsi que des deux veilles de ponts en bi-tranches détaché à Auray avec celui de Quimper (3721/3801) est mis en place à compter du service d’été 1995 ainsi que le suivant avec un retour les dimanches et fêtes en fin de journée (3800/3720) rattaché dans cette première ville. Les trains de jours Paris – Quiberon, maintenus les premières années d'exploitation du TGV, cessent finalement de circuler à la fin de l'été 1996, ceux des colonies de vacances jusqu'à celui de 2000 et l'express de la nuit survivra jusqu'en 2003,.
À partir du service d’été 1993, le retour d’une seconde unité multiple d’X 2100 qui encadre également deux remorques XR 6100 jusqu’à celui de 1996 sera la dernière année des navettes avec la Gare de Plouharnel-Carnac par récupérations des créneaux horaires pour les raisons évoquées dans la phrase finale du paragraphe ci-dessus en termes de sources également du fait que les BB 67400 de l’Établissement Maintenance et Traction de Rennes pour les Rames Réversibles Régionales sont échangées par des 67300 du même type de bogies comme de caisses avec ceux de Caen et Nantes peu avant la première saison estivale citée déjà présente sur la voie unique du temps de ce dernier dépôt. L'ensemble des circulations a pour destination ou origine la gare d'Auray afin de renforcer les correspondances radiales ou transversales, ainsi que le matériel utilisé pour assurer chaque train est alors renouvelé et est constitué d'autorails bi-caisses X 4500 modernisés de 1997 à 2000 ainsi que ceux qui le sont légèrement de 2001 à 2004,, et plus capacitaires. Ils circulent en observant une vitesse limite de 60 km/h compte tenu de l'armement léger de la voie, parfois en unité multiple de trois éléments lors des pointes de trafic.

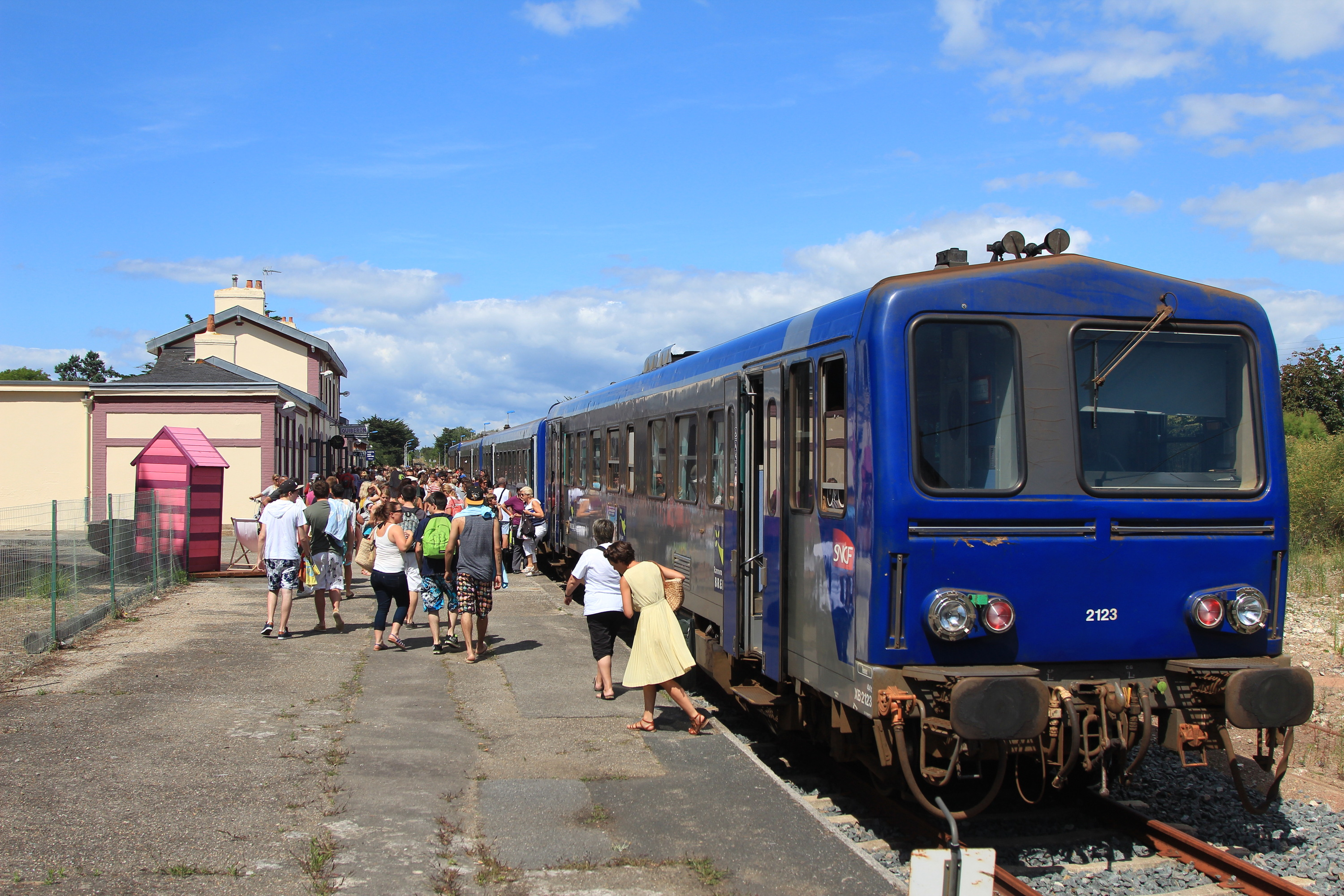
Tire-Bouchon en gare de Quiberon.

En 1999, la campagne promotionnelle est reconduite, avec distribution de 65 000 dépliants horaires dans les syndicats d'initiative, hôtels et autres lieux touristiques, et même directement aux automobilistes bloqués dans les embouteillages.
La desserte passe à neuf allers-retours quotidiens en 1997 puis à dix en 1998, et à onze, en 1999. Le tarif unitaire est fixé à quinze francs et celui du carnet de dix tickets à 120 francs.
Alors qu'en 1990, la fréquentation est de 60 000 voyageurs, elle est de 63 000 voyageurs en 1996, 100 000 en 1997 et de 117 000 en 1998. Le début du XXIe siècle commence par une saison, toujours de deux mois (juillet et août), où l'on dénombre entre 95 000 et 130 000 voyageurs. Depuis l'été 2008, le « Tire-Bouchon » circule également les deux derniers week-ends de juin et les deux premiers de septembre. En 2008, la fréquentation est de 122 000 voyageurs, pour bondir 145 000 voyageurs en 2009. En 2010, la fréquentation retombe à 140 000 voyageurs. Depuis, elle varie entre 130 000 et 150 000 voyageurs dont la première moitié est en correspondance avec un TGV et la seconde avec un Intercité ou un TER en gare d'Auray. En 2023 le Tire-Bouchon transporte 173 000 voyageurs. Une fréquentation en hausse de 25 000 voyageurs par an depuis 2021. En 2024 la fréquentation du Tire-Bouchon retombe à 150 000 voyageurs et en 2025 celui-ci fête ses quarante ans,.
La tarification unique de ce service est toujours en vigueur en 2014 en proposant des titres allant du simple trajet à 3,10 € à l'abonnement saisonnier à 104 € en passant par le carnet de dix tickets à 21,50 €, tarifs inchangés de 2013 et en très légère augmentation par rapport à 2010.

### Service des marchandises
Dès l'ouverture de la ligne, les trains permettent d'écouler les produits des « importants établissements de pêche », ce qui était l'une des motivations pour son établissement, notamment des conserveries de poissons, de la sardine en particulier, mais aussi les produits des usines d'iode. Le chemin de fer va également permettre l'exportation des bois, coupés dans la forêt de la presqu'île. Les trains de bois quittent la presqu'île et reviennent avec du charbon anglais destiné au fonctionnement des conserveries. On peut y ajouter dans ce service des trains de travaux ou de désherbage assurés par des locomotives à vapeur de type 140 H ou 040 TA. Le trafic marchandises hormis ceux de travaux et de désherbage, limité à Plouharnel depuis le 6 mars 1972, cesse le 1er février 1988,. Ceux-ci sont assurés par des locomotives de services mixtes BB 63400/500, 66000/400, le type de locomoteur Y 51200 ainsi que les locotracteurs de la même classe Y 2200/2400/5100/5200/6020/6200/6400/7100/7400/8000 des dépôts de Nantes avec celui de Rennes, des Y 8400 de ces deux Établissements Maintenance Traction et des draisines. Une particularité du 13 au 19 juillet 1981, l'American Circus le cirque de la famille Togni avec ses trois pistes fera étape à Quiberon dans le cadre de sa seconde tournée dans l'ouest ainsi que le centre de la France dont sa célèbre parade dans les rues de Port-Maria avec deux trains de marchandises.

## Caractéristiques

### Tracé
En gare d'Auray, la ligne est commune avec la grande radiale de Savenay à Landerneau dont elle se débranche sur la gauche, vers le sud-ouest, après environ 600 mètres effectués en direction de l'ouest.

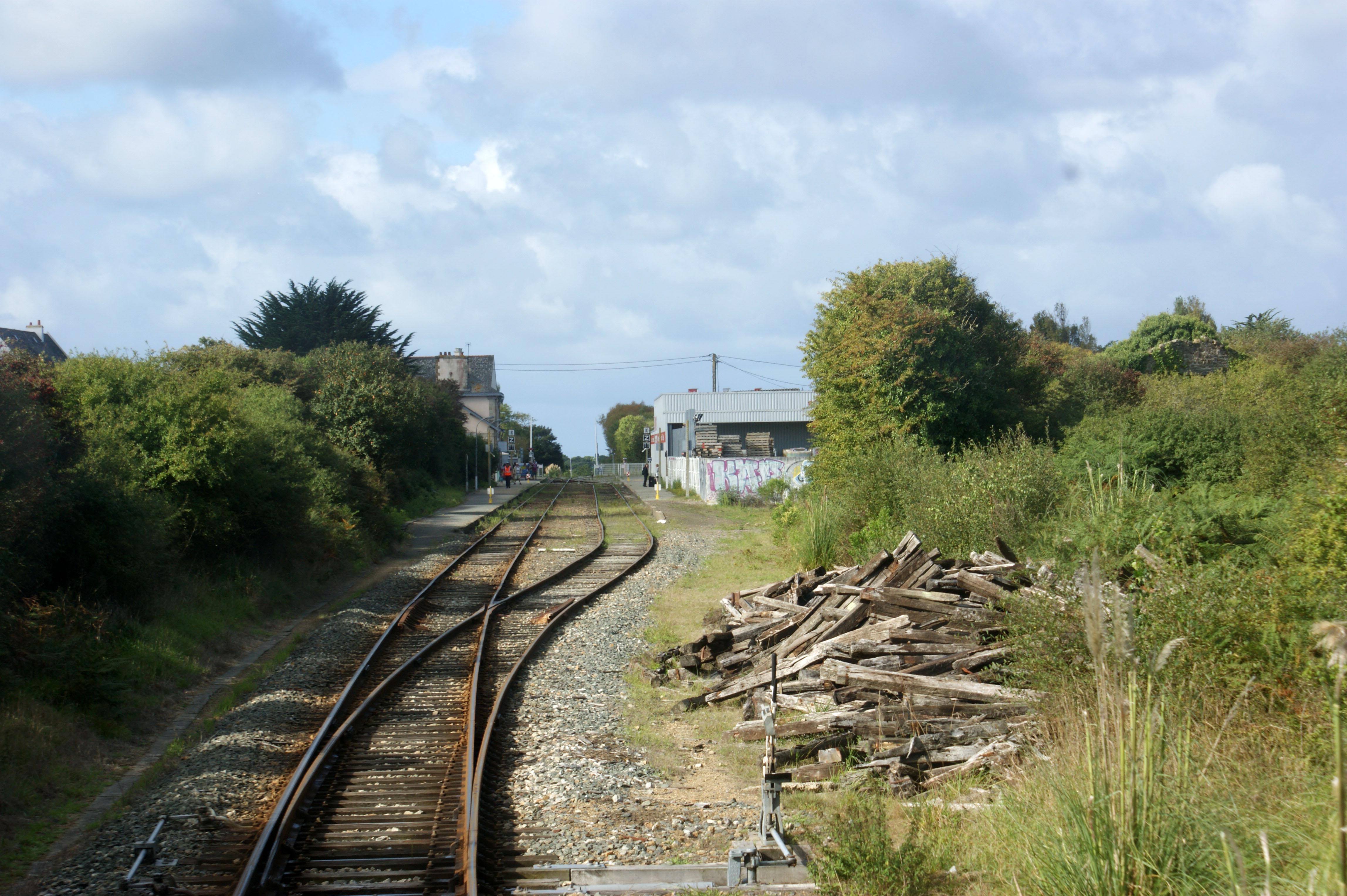
La gare d'évitement de
Plouharnel - Carnac.

La voie unique coupe, par un passage à niveau, la route départementale 765 avant de franchir, sur un pont, les quatre voies de la route nationale 165 et d'atteindre le point haut de la ligne à environ 41 m d'altitude. Par un tracé quasi rectiligne, elle rejoint la gare de Belz - Ploemel, puis poursuit en descente, avec une pente maximum de 15 ‰, vers la presqu'île de Quiberon. Elle atteint en palier la gare de Plouharnel - Carnac, seule gare intermédiaire possédant un évitement qui permet le croisement des trains. De 1901 à 1935, cette gare était en correspondance avec la ligne de chemin de fer d’intérêt local reliant Étel à La Trinité. Dès la sortie de la gare, elle entame une longue rampe à 15 ‰, traverse une colline par une courte tranchée creusée dans la roche et atteint l'entrée de la presqu'île par un passage en remblai sur les marais du fond de la baie de Quiberon,.
Le tracé est maintenant quasi rectiligne, orienté vers le sud, sur un palier proche du niveau de la mer. La ligne passe par les haltes des Sables-Blancs, de Penthièvre et de L'Isthme, où elle est en remblai sur le passage le plus étroit entre l'océan Atlantique et la baie de Quiberon. Après avoir laissé le fort de Penthièvre à l'ouest, elle atteint Kerhostin qui marque le début d'un profil de nouveau en dents de scie. Elle passe à Saint-Pierre-Quiberon et s'oriente au sud-sud-est pour atteindre la gare terminus de Quiberon,.

### Gares et arrêts

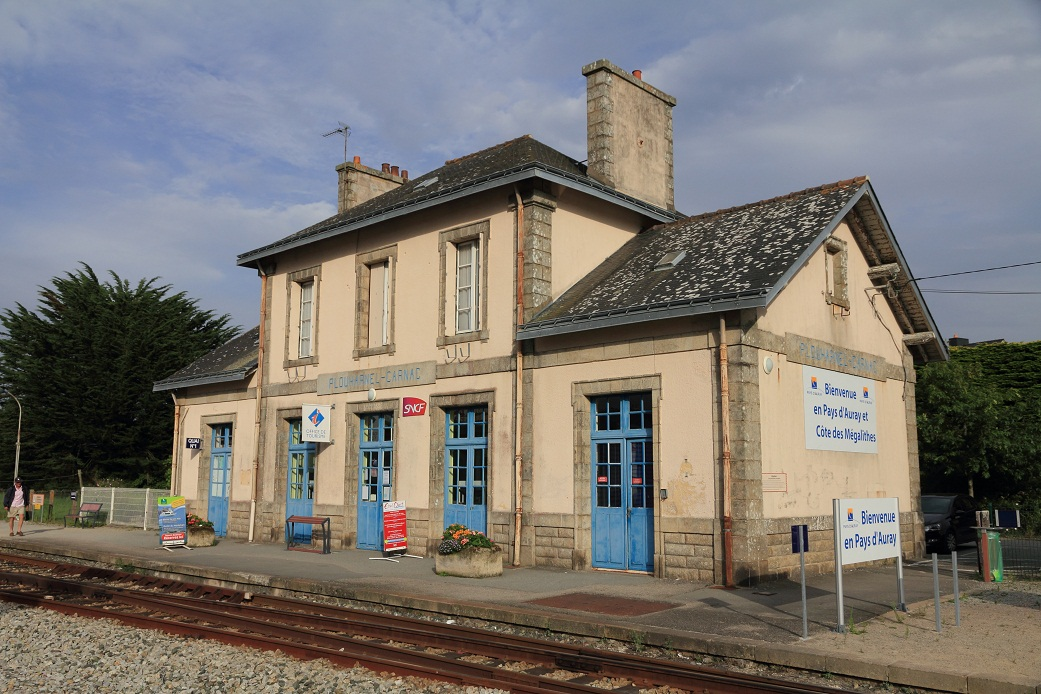
Le bâtiment voyageurs de l'unique gare de croisement de la ligne, Plouharnel - Carnac.

Depuis la reprise, en 1985, de la desserte omnibus, la ligne dispose de neuf arrêts desservis par les navettes du « Tire-Bouchon ». Ils comprennent les deux gares des extrémités, Auray en correspondance avec les trains grandes lignes et le TGV et Quiberon en correspondance avec les bateaux de Belle-Île-en-Mer, Houat et Hœdic, une gare d'évitement, Plouharnel - Carnac et six haltes voyageurs : Belz - Ploemel, Les Sables-Blancs, Penthièvre, L'Isthme, Kerhostin et Saint-Pierre-Quiberon.
Les deux gares d'extrémités (Auray et Quiberon) possèdent un bâtiment voyageurs en service. Le bâtiment voyageurs de la gare de Plouharnel - Carnac est occupé par un point information de l'office du tourisme de Plouharnel ouvert pendant la saison estivale et accueille l'agent SNCF chargé de la sécurité des croisements de trains.
Celui de la halte de Saint-Pierre-Quiberon est utilisé pour la location de vélos en été alors que celui de la halte de Belz - Ploemel est aménagé en salon de coiffure. À l'exception de celui de la gare d'Auray, sur la ligne radiale Paris – Quimper, les quatre autres bâtiments voyageurs correspondent aux quatre stations ouvertes en même temps que la ligne en 1882.
La halte de Kerhostin par rapport de celle de Penthièvre possède une maison de garde barrière accolée à une extension du bâtiment correspondant à la partie créée lorsque ce point d'arrêt est passé au statut de station en 1927. Elle a été revendue à un particulier.
Les haltes des Sables-Blancs et de L'Isthme, créées en 1985 à l'occasion de la mise en service du « Tire-Bouchon » ne possèdent aucun bâtiment. Elles possèdent simplement les installations communes aux autres arrêts de la ligne : un quai, un banc et un panneau d'information comprenant les horaires de la ligne et le nom de l'arrêt.

### Ouvrage d'art
La ligne ne comportait aucun ouvrage d'art jusqu'en 1990. La construction du contournement sud d'Auray (N165) a nécessité celle d'un pont pour que la ligne enjambe la nouvelle voie rapide routière mise en service le vendredi 1er juin 1990,.

### Passages à niveau

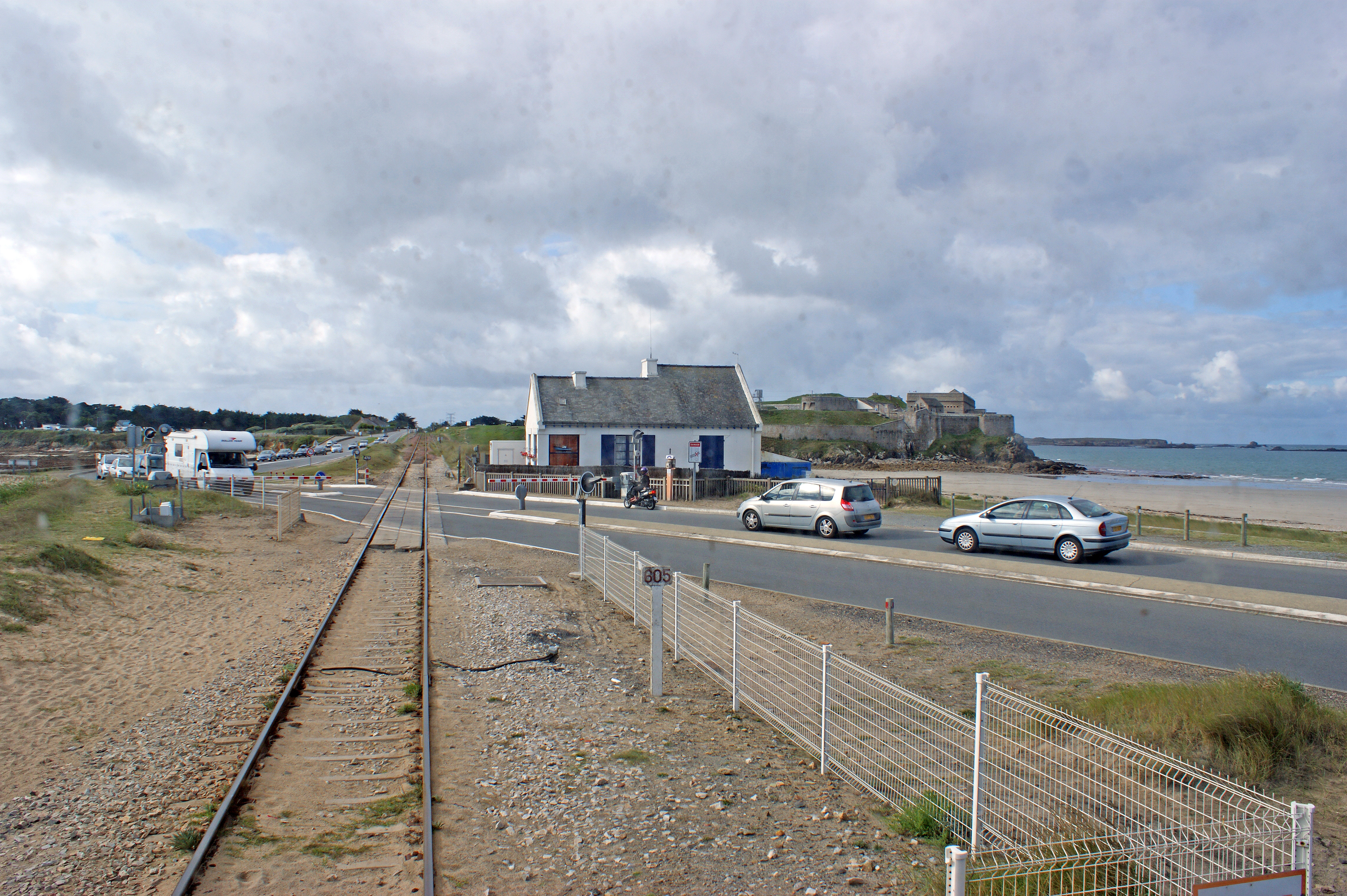
Passage à niveau de l'isthme de Penthièvre.

La ligne comporte trente-deux passages à niveau sur son parcours,. En 1953 l'intégralité de ceux protégés sont de types à barrières roulantes ou tournantes d'anciens modèles, l'un d'entre eux situés au km 593 de la ligne qui traverse la route nationale de conception moderne avec sa maison de garde-barrière est de type manuel dont les autres évolueront par la suite de ce dernier concept, ceux non protégés sont évoqués ci-après dans ce sous-titre. A l'inventaire du service d'été 1985 ceux-ci sont décomposés en treize passages à niveau à barrières manuelles plus un à demi-barrières avec signalisation lumineuse, quinze non gardés qui ont une croix de saint André avec l'indication « STOP » et trois sont sur des chemins piétonniers,. A compter du service d'hiver du 29 septembre 1985, neuf passages à niveau non gardés de la ligne sont équipés de demi-barrières avec signalisation lumineuse, dès celui du 25 septembre 1988 sept en versions manuelles passent de la précédente configuration dont le même situé au km 593 évoqué dans l'avant-dernière phrase, l'équivalent de la Route Nationale 165 avant la mise en service de la rocade, les trois dans la zone de la Gare de Saint-Pierre Quiberon et les deux avant l'entrée de celle de Quiberon, suppression de celui de la bifurcation avec la ligne de Quimper à dater de celui du 29 septembre 1991,, trois dès l'égal du 28 septembre 1997 situés à Belz-Ploemel, Plouharnel-Carnac ainsi que l'approprié de Kerhostin et le dernier fin 2001 qui l'est à l'Isthme de Penthièvre. A compter du service unique du dimanche 16 décembre 2001, vingt-trois sont équipés de demi-barrières avec une signalisation lumineuse, cinq ont une croix de saint André qui comporte l'indication « STOP » et trois sont sur des chemins piétonniers.

### Équipement
La ligne à voie unique et non électrifiée, est exploitée sous le régime de la voie unique à signalisation simplifiée (VUSS), et est équipée du cantonnement téléphonique (CT) assisté par informatique (CAPI). Les trains peuvent se croiser aux gares d'extrémité et en gare de Plouharnel - Carnac, qui dispose d'une voie d'évitement longue de 177 mètres.
La capacité d'une ligne exploitée sous ce régime est en principe limitée à quatorze trains journaliers, deux sens confondus, étant donné que la ligne n'est plus parcourue par des trains de marchandises. Cependant, la ligne bénéficie d'une dérogation, sous réserve de respecter certaines contraintes (croisement obligatoire de chaque circulation, avec malgré cela, des exceptions au sein même de la dérogation, voir ci-dessous, au chapitre Exploitation).

### Vitesse limite
La vitesse limite, sur l'ensemble de la ligne, est de 60 km/h pour tous les services omnibus et de 50 km/h en ce qui concerne les autres trains. Depuis 1990 pour les navettes du "Tire-Bouchon", il faut entre 43 et 51 minutes afin de parcourir l'intégralité de la ligne, selon le sens et le croisement ou non en gare de Plouharnel - Carnac depuis la réouverture de celle de Belz - Ploëmel.

## Exploitation

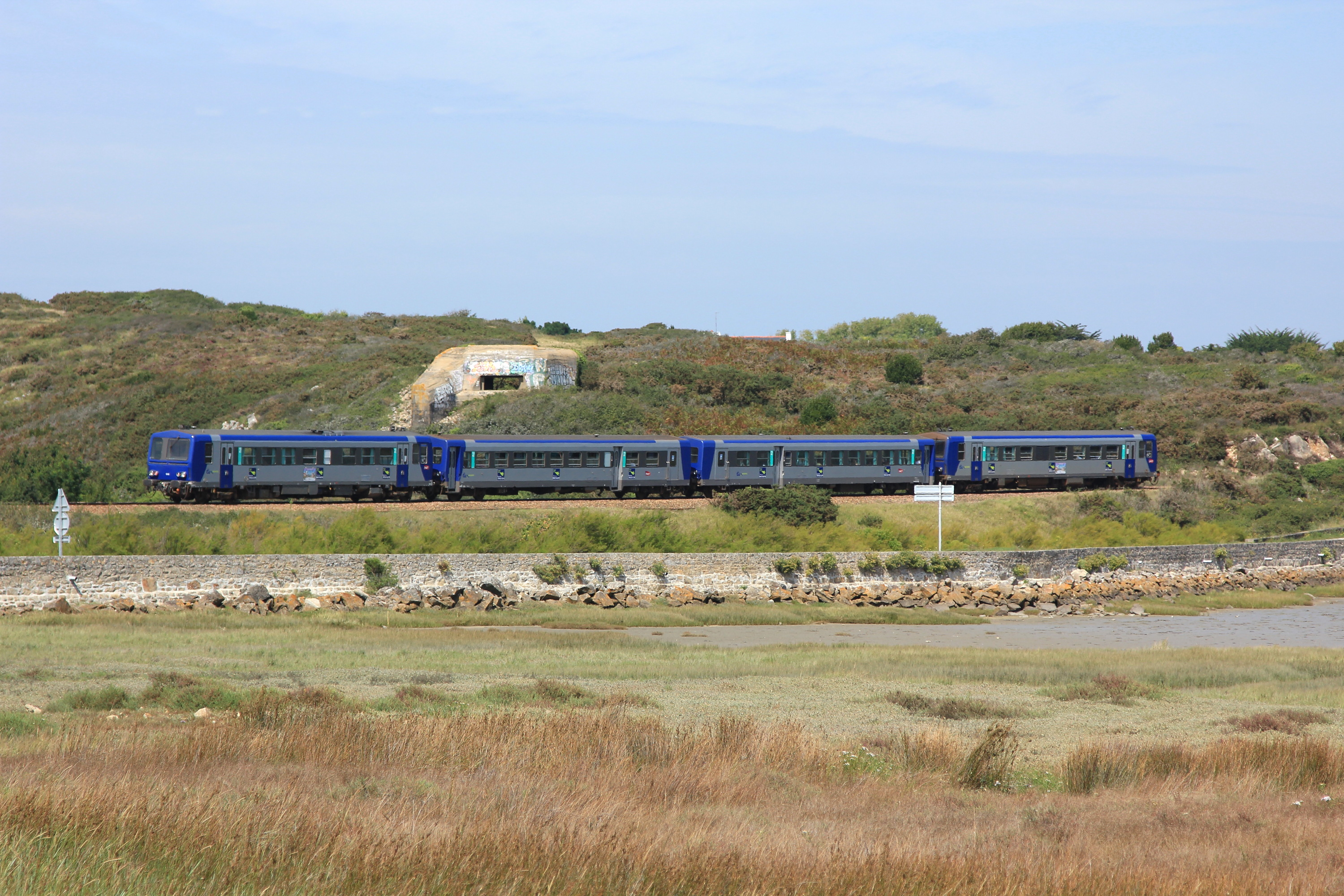
Un train du « Tire-Bouchon » en composition habituelle, formée de deux X 2100 encadrant deux XR 6100 dans la baie de Plouharnel.

La ligne est parcourue dans son intégralité uniquement par des trains TER Bretagne, les week-ends de mi-juin à mi-septembre, et tous les jours en juillet et août. Tous ces trains sont omnibus et ont pour origine et terminus les gares des extrémités de la ligne, à l'exception d'un aller-retour le dimanche amorcé à Rennes pour permettre l'échange avec l’Établissement Public Régional de Rennes où est entretenu le matériel roulant. La composition habituelle du matériel roulant de la ligne est de trois autorails X 73500 couplés par train depuis 2018 et en 2022 de deux AGC B 82500 avec trajet direct depuis ou à destination de Rennes les dimanches et fêtes pour le mouvement des engins. Jusqu'en 2017, la composition habituelle était de deux autorails X 2100 encadrant deux remorques XR 6100 dans chaque sens.
Le régime d'exploitation de la ligne (VUSS) limite le nombre d'allers-retours voyageurs à sept par jour. Pour satisfaire la demande, une dérogation permet, sous certaines conditions, d'offrir dix allers-retours par jour pendant les sept semaines d'été les plus chargées. Sept d'entre eux se croisent à Plouharnel - Carnac. La dérogation impose que tous les trains se croisent en gare de Plouharnel - Carnac, avec toutefois une possibilité de faire circuler un train le matin et le soir sans qu'il ne croise un autre, afin de rapatrier le matériel et le personnel à Auray, ainsi qu'un aller-retour le midi, à condition que la ligne présente une plage de 30 minutes sans aucun train avant et après cette circulation. Cette dérogation implique aussi un nombre limité de variantes (même horaire toute la semaine), l'affectation d'un numéro de train différent pour chaque variante, et une période de circulation identique pour chaque paire de train qui se croisent en gare de Plouharnel - Carnac.
En dehors des sept semaines d'été qui est de huit, puis dix allers-retours tous les jours, l'offre proposée est de six sur le même plan au début du mois de juillet et à la fin du mois d'août. Les week-ends de mi-juin et de mi-septembre, elle est de quatre allers-retours. La circulation des trains se fait alors sous le régime d'exploitation en « navette » (un seul train sur la ligne).
Durant son exploitation estivale, le Tire-bouchon emploie vingt-cinq personnes, dont six contrôleurs embauchés en CDD.
En complément de la desserte ferroviaire, un aller-retour par autocar est proposé le matin du lundi au vendredi en été pour permettre aux salariés travaillant sur la presqu'île une arrivée plus tôt que ne le permet le train. Ce car est conventionné TER Bretagne et est donc accessible avec les mêmes titres de transports que le Tire-Bouchon. En dehors de cette période, c'est la région Bretagne qui assure la desserte de la presqu'île grâce à des autocars interurbains du réseau BreizhGo ; compétence dévolue initialement au conseil départemental jusqu'en 2017 et l'application de la loi NOTRe. Les deux services (TER et BreizhGo) sont ainsi coordonnés depuis 2001. A partir du 1er septembre 2025, l’offre de bus passera à la vitesse supérieure à Auray (Morbihan) et autour, avec la mise en place du réseau Glazgo par l’intercommunalité Auray Quiberon terre atlantique (Aqta).

## Lieux desservis
Une partie du parcours de la ligne propose un « paysage ferroviaire insolite », avec un aperçu des paysages côtiers de la presqu'île de Quiberon notamment lors du passage de l'isthme de Penthièvre, où se situe également le fort de Penthièvre. Plusieurs arrêts permettent d'accéder à pied à la côte sauvage sur l'océan Atlantique et aux plages sur la baie de Quiberon ainsi que celles situées  sur sa presqu'ile. À Quiberon, les  bateaux en provenance ou à destination des îles de Belle-Île, Houat et Hœdic, sont à quelques minutes à pied de Port-Maria.

## Projets
En 2017, la voie de la ligne présente une « certaine vétusté » et nécessiterait d'être renouvelée. Le montant de cette opération s'élèverait entre 25 et 27 millions d’euros. D'autres options sont envisagées comme la conversion en site réservé pour bus pour un montant non estimé ou, peu probable, en tram-train pour un montant de 400 à 500 millions d'euros. Les études de diagnostic, réalisées d’octobre 2019 à avril 2021 sont suivies par une concertation publique en septembre 2021. Enfin, en décembre 2021, l'étude de mise en œuvre du scénario retenu commencera (train, tramway ou autocar). Le scénario du train est préféré par le public, à l'opposé de celui par autocars. En décembre 2024 des travaux prononcés par le conseil communautaire Auray-Quiberon-Terre-Atlantique (AQTA) débuteront en 2026 en ce qui concerne la rénovation d'une nouvelle voie ferrée qui sera mise en service avant l'été 2027 pour une enveloppe de 3,30 M€.